# Place du Carrousel

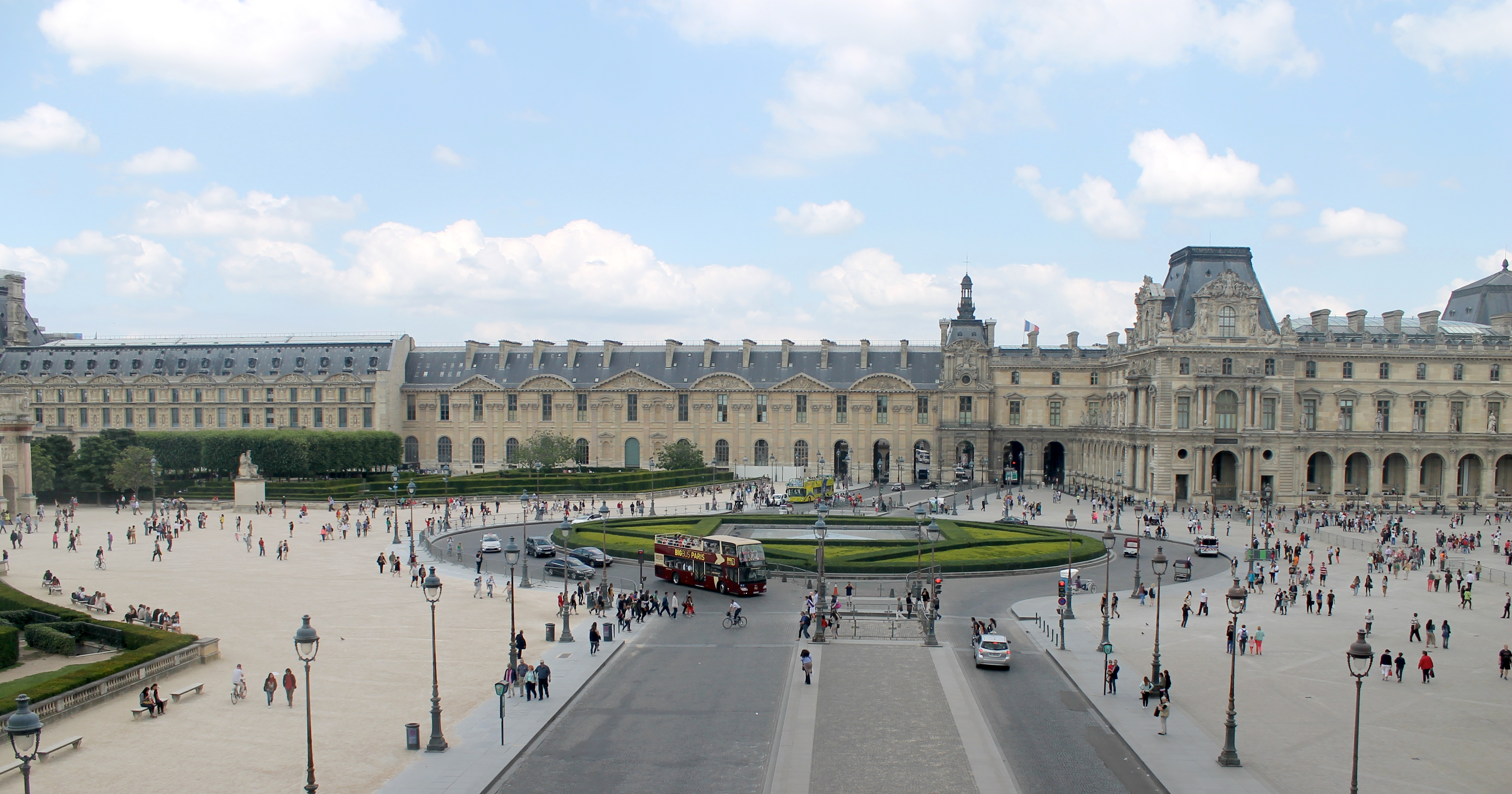
Place du Carrousel sedd från södra vingen av Louvren. Tuilerieträdgården och Arc de Triomphe de Carrousel anas till vänster.

Place du Carrousel är en gata och ett torg i det första arrondissementet i centrala Paris, Frankrike.
Torget ligger i änden av den öppna borggården som tillhör Louvren, den plats där fram till 1871 Tuilerierna låg. Därmed bildar Place du Carrousel den östra gränsen av Tuilerieträdgården, så som Place de la Concorde avgränsar trädgården i väster.

## La Pyramide Inversée
Mitt på torget finns en inverterad pyramid, La Pyramide Inversée, motsvarande den som agerar huvudentré för Louvren. Den inverterade pyramiden finns mitt i rondellen, omvigen av grönska, mitt på torget och fungerar som ljusinsläpp för det underjordiska köpcentrum som ligger under Place du Carrousel.